# Kloster Fultenbach

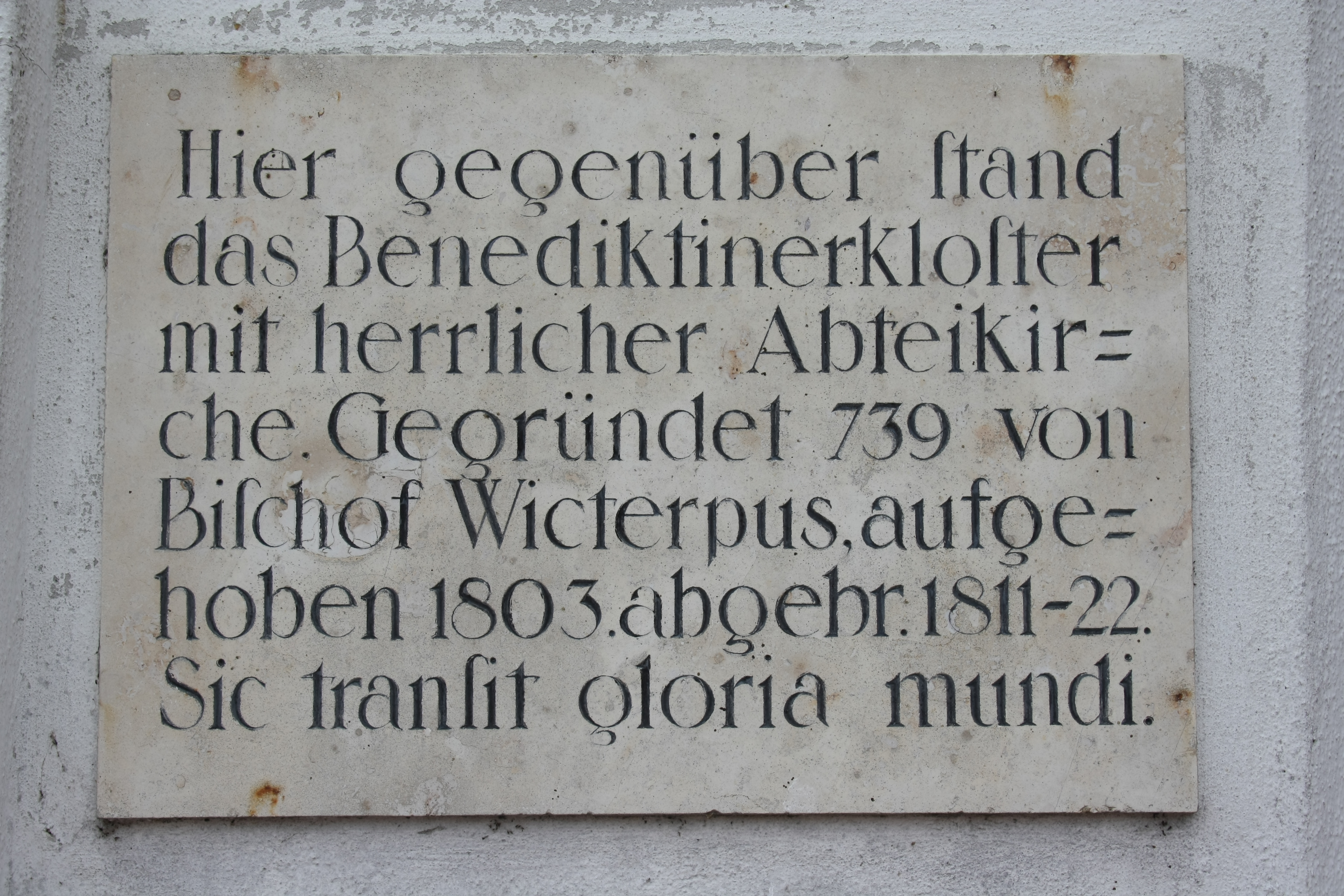
Gedenktafel an das Kloster Fultenbach an der Wegkapelle St. Michael in Fultenbach

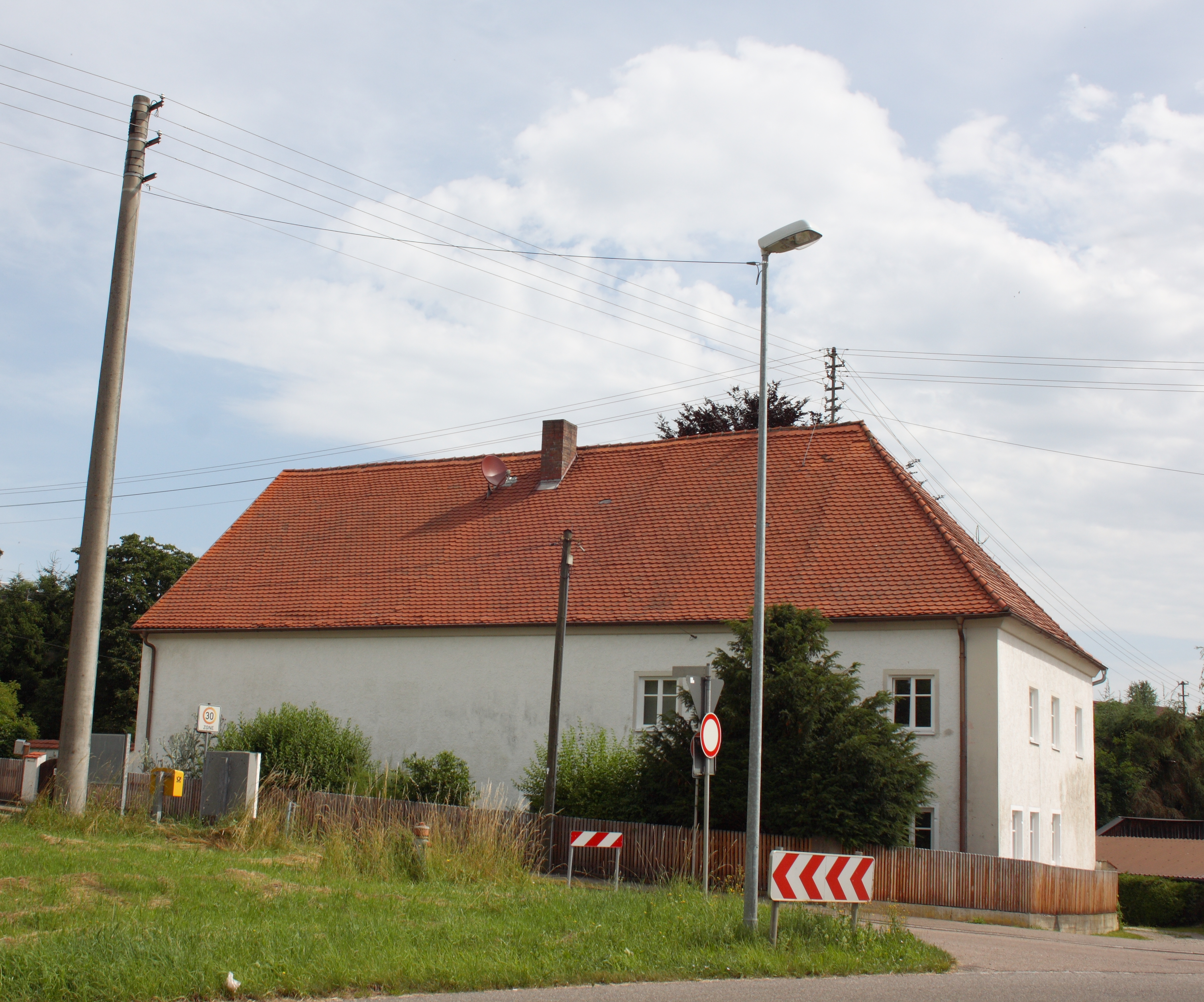
Nebengebäude des Klosters

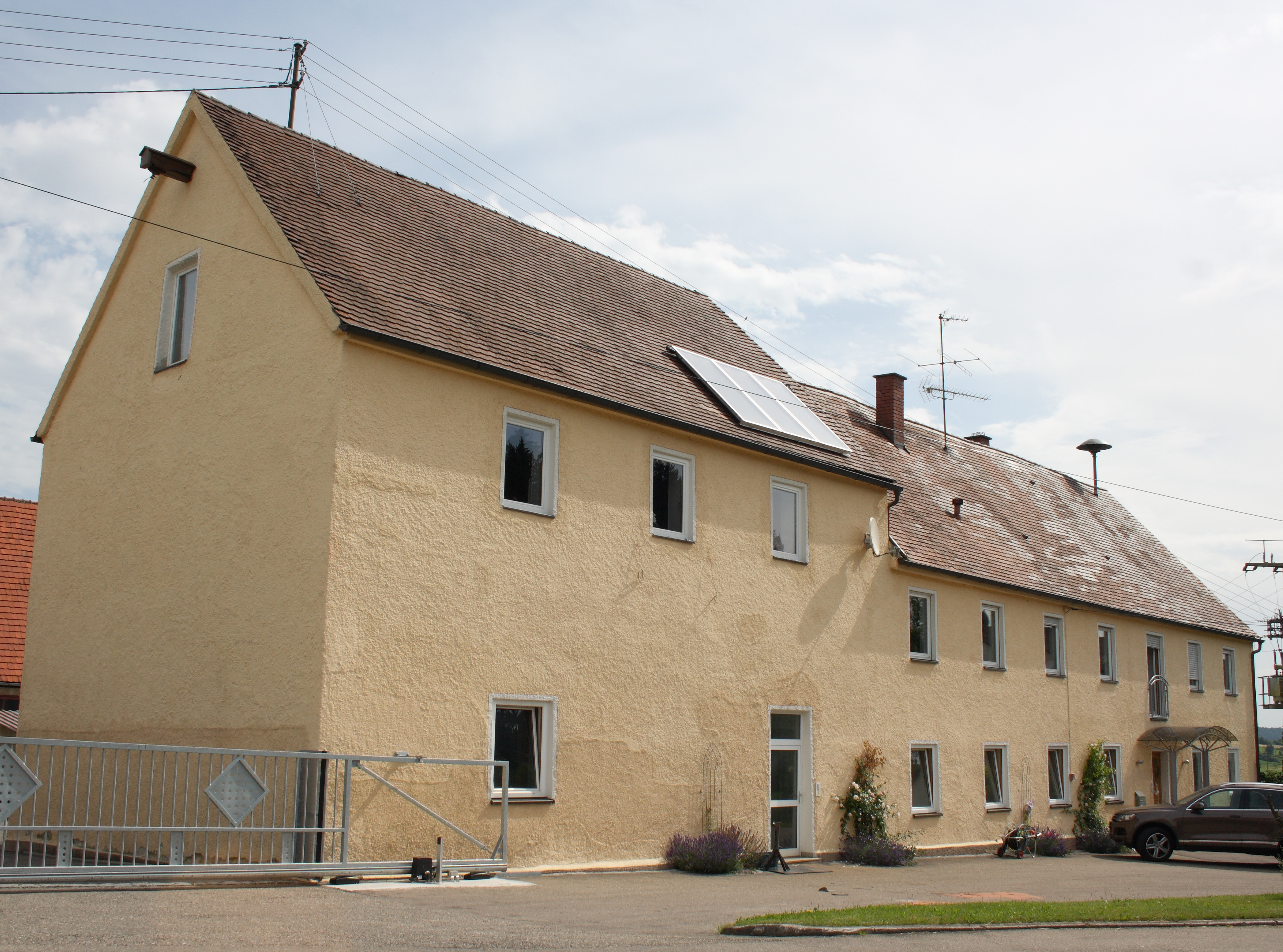
Ehemaliges Brauereigebäude

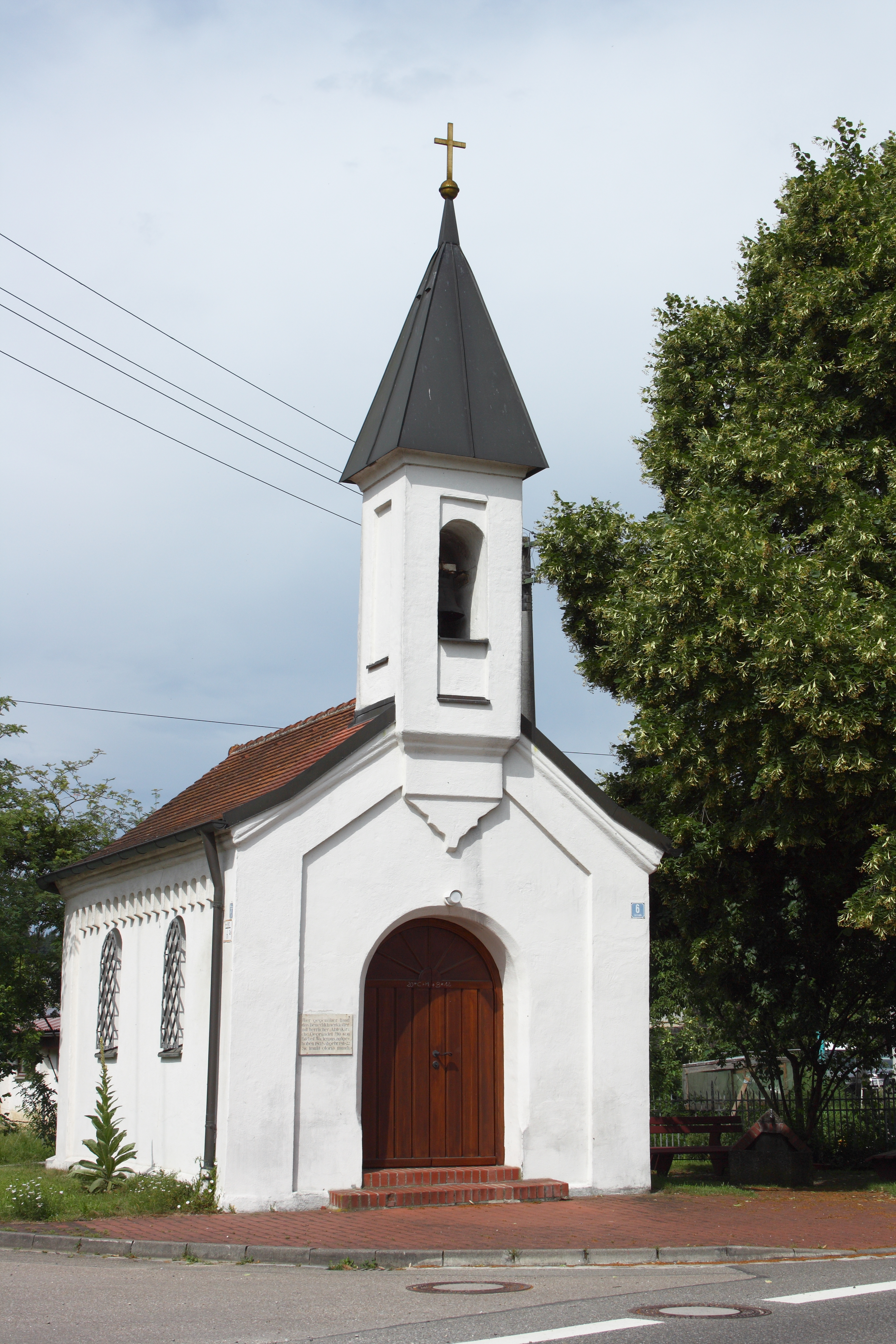
Wegkapelle St. Michael

Das Kloster Fultenbach  war eine Benediktinerabtei in Holzheim in Bayern in der Diözese Augsburg.

## Geschichte
Das St. Michael geweihte Kloster wurde 739 durch Bischof Wigbert von Augsburg gegründet. Während des Ungarneinfalls 955 wurde es zerstört und daraufhin, wohl in der ersten Hälfte des 12. Jahrhunderts, neugegründet. Das Kloster wird jedenfalls 1162 als Vultenbhach urkundlich erwähnt. Im Jahr 1130 beurkundete der Augsburger Bischof Hermann die Erneuerung der Stiftung durch den Augsburger Domherrn Gebino. Dieser berief Benediktinermönche aus der Abtei St. Blasien, stellte sich selbst an die Spitze der Abtei und stattete sie mit einer reichen Schenkung aus. Papst Viktor IV. befreite die Abtei 1162 aus der bischöflichen Herrschaft. Die Vogtei befand sich im 13. Jahrhundert in Besitz der Herren von Burgau, die sich jedoch unrechtmäßig an den Klostergütern bereichern wollten. König Adolf beauftragte deshalb den Grafen von Öttingen, das Kloster zu schützen.
1346 konnte das Hochstift Augsburg durch den Erwerb der Schirmvogtei von Kaiser Ludwig dem Bayern die Landeshoheit über Fultenbach durchsetzen. Nach dem Tode des Abtes Ulrich Frey zog das Hochstift das Kloster 1449 ein, stellte es aber 1471 wieder her. Die Landeshoheit über Fultenbach war aber immer zwischen dem Hochstift Augsburg und der Markgrafschaft Burgau umstritten. So gestand 1557 die Markgrafschaft dem Augsburger Bischof das Recht zu Schutz und Schirm über das Kloster nur unter der Bedingung zu, dass die „landesfürstliche Obrigkeit“ davon nicht berührt werde. Infolge Überschuldung kam Fultenbach unter die Verwaltung des Klosters Neresheim und 1777 unter die von Kloster Ottobeuren. 1794 entstand in Fultenbach ein Priorat, das 1803 im Zuge der Säkularisation aufgelöst wurde. 1811 wurden Kloster (1683–1700 erbaut) und Kirche (1716–1733 erbaut) abgebrochen. Die Klosterbibliothek ging an die Bibliothek des Lyzeums in Dillingen über.

## Liste der Äbte
- Gebino (1130)
- Ulrich Frey (1449)
- Georg Helfer (1471–1503)
- Mathias Zoller (1582–1592)[4]
- Bonifatius Daniel (1683–1700)
- Magnus Schmid (1700–1723), Freiherr von Wellensteiner ließ ab 1716 durch Johann Jakob Herkomer die neue barocke Klosterkirche erbauen.
- Michael Schiele (1723–1765), Alchimist
- Amandus Seser (1765–1773) konnte den finanziellen Ruin nicht mehr aufhalten. In seiner Not wandte er sich 1772 an die schwäbische Benediktinerkongregation um Hilfe. 1773 übernahm Neresheim, 1777 Ottobeuren die Verwaltung.

## Persönlichkeiten
- Sixtus Bachmann (1754–1825)